# محوطه گلگه پشت ره
محوطه گلگه پشت ره مربوط به سده‌های میانه دوران‌های تاریخی پس از اسلام است و در شهرستان گچساران، بخش مرکزی، دهستان لیشتر، ۵۰۰ متری جنوب شرقی روستای ده وه واقع شده و این اثر در تاریخ ۱۳ آبان ۱۳۸۶ با شمارهٔ ثبت ۱۹۷۵۳ به‌عنوان یکی از آثار ملی ایران به ثبت رسیده است.